# Hans Schwarzentruber
Hans Schwarzentruber   (Lucerna, 25 de març de 1929 - Lucerna, 23 de novembre de 1982) fou un gimnasta artístic suís que va competir durant les dècades de 1950 i 1960.
El 1952 va prendre part en els Jocs Olímpics d'Estiu de Hèlsinki, on disputà vuit proves del programa de gimnàstica. Guanyà la medalla de plata en el concurs complet per equips, mentre en les altres proves quedà en posicions força endarrerides. Quatre anys més tard, als Jocs de Hèlsinki, tornà a disputar vuit proves del programa de gimnàstica. Destaca la vuitena posició en el concurs complet per equips.
En el seu palmarès també destaquen una medalla de bronze al Campionat del Món de gimnàstica artística de 1954.